# Guernica (Iché)
Pour les articles homonymes, voir Guernica (homonymie).
Guernica est une sculpture du sculpteur français René Iché (1867-1954), réalisée en 1937 en mémoire du bombardement de Guernica par les troupes allemandes en 1937 durant la guerre d'Espagne.

## Présentation
Guernica est une des œuvres les plus intimes et violentes du sculpteur français René Iché. Il la réalisa à la suite de l'annonce à la radio du bombardement de la ville de Guernica par les nazis qui a lieu le 26 avril 1937, lors de la guerre d'Espagne. Indigné par l'horreur de ce massacre de civils, Iché travaille sans relâche toute la journée et la nuit suivante. C'est sa fille Hélène, âgée de six ans, qui lui sert de modèle.
Par la suite, Iché refuse de l'exposer. Le photographe français Marc Vaux (1895-1971) est le seul autorisé à photographier l'œuvre du vivant de l'artiste.
L'œuvre est dévoilée au public, en 1997, lors des expositions commémorant le centième anniversaire de la naissance de l'artiste.

## Postérité
Le plâtre original de l’œuvre est entré en 2011 dans les collections du musée Fabre de Montpellier où il est l'objet d'une restauration.
En 2023, la sculpture est le point d'orgue de la rétrospective René Iché (1897-1954) : L’Art en Lutte à La Piscine de Roubaix.

## Descriptif technique
Le petit modèle en plâtre de l'œuvre mesure 88 x 40 x 20 cm.